# Castello di Dunster

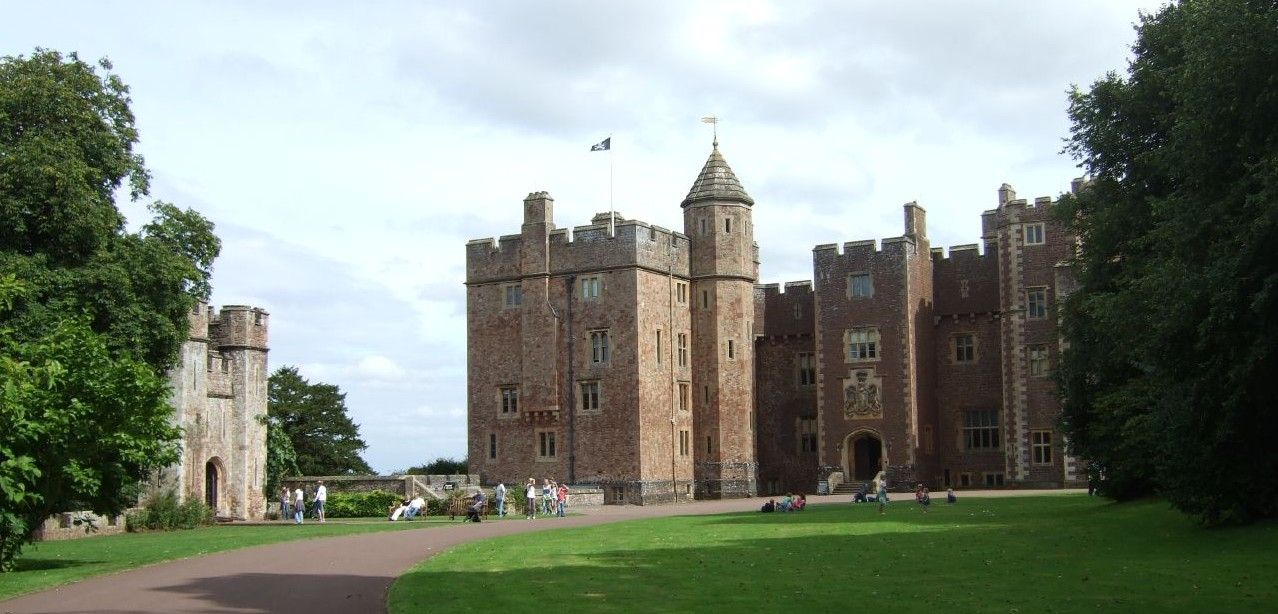
Dunster (Somerset, Inghilterra): il castello

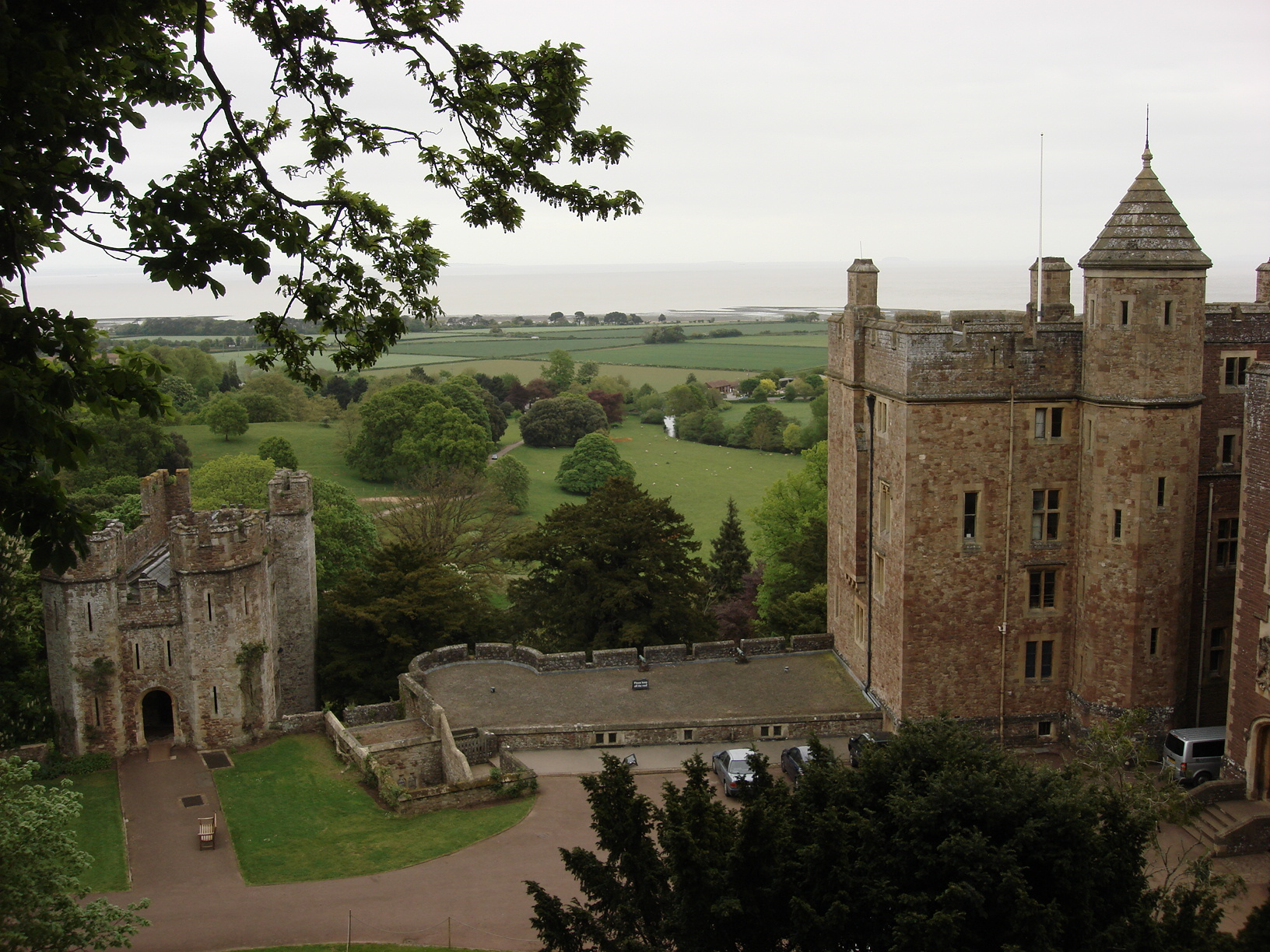
Corte interna del castello

Il castello di Dunster (in inglese: Dunster Castle) è uno storico edificio  del villaggio inglese di Dunster, nella contea del Somerset (regione del Wessex, Inghilterra sud-occidentale) eretto nel XII-XIII secolo, ma ampiamente modificato tra il XVI e il XIX secolo. Fu per circa 600 anni la residenza della famiglia Luttrell, che risiedette nel castello per 21 generazioni.
L'edificio è ora di proprietà del National Trust.

## Descrizione
L'edificio è raggiungibile dalla High Street, la via principale della cittadina.
Il castello è circondato da giardini a terrazzi che offrono vedute panoramiche del parco nazionale dell'Exmoor. L'unica parte originale del XIII secolo è rappresentata dall'ingresso, mentre gli interni sono arredati con mobili in stile Tudor.
|  |

## Storia
Originariamente la collina in cui sorge il castello, fu dotata di fortificazioni nel XII secolo da parte del normanno William de Mohum e in seguito dal figlio di quest'ultimo, che si chiamava a sua volta William.
Le origini del castello attuale risalgono però alla fine del XIII secolo, quando Reynald II de Mohum fece costruire le corti in pietra tuttora visibili.
Con la scomparsa della discendenza maschile in linea retta dei Mohum, il castello passò nel 1376 nelle mani di Elizabeth Luttrell.
In seguito, nel 1420, Sir Hugh Luttrell fece costruire l'ingresso.
A partire dal 1571, l'architetto William Arnold venne incaricato da George Luttrell si trasformare l'antica fortezza in una lussuosa residenza. I costi dei lavori di ristrutturazione ammontarono a circa 1.200 sterline.
Nel corso della guerra civile inglese, l'edificio fu occupato dalle truppe parlamentari, ma fu in seguito conquistato dalle truppe reali.
Nel 1680, Francis e Mary Luttrell fecero aggiungere dei pannelli alle scalinate.
|  |

Tra il 1868 e il 1872, l'architetto Anthony Salvin trasformò l'edificio in una residenza di campagna, aggiungendovi il soggiorno visibile tuttora. I costi di questi lavori ammontarono a circa 20.000 sterline.

## Leggende
Secondo la leggenda, il castello sarebbe abitato dal fantasma di un'anziana donna vissuta nel XVII secolo.